# Cistercijanska opatija Vetrinj
Opatija Vetrinj je nekdanji cistercijanski samostan (OCist) v okraju Vetrinj mesta Celovec na avstrijskem Južnem Koroškem. Kolegiatna cerkev je podružnična cerkev župnijske cerkve Vetrinj-Zakamen v dekaniji Celovec-mesto v Krški škofiji. Do leta 1938 je bila uradno dvojezična, nemška in slovenska fara. 
Matični samostan je samostan Villers-Bettnach, primarna opatija je samostan Morimond, podružnica  pa je Cistercijanski samostan Kostanjevica na Krki (1234).

## Zgodovina
Opatijo Vetrinj so leta 1142 ustanovili menihi cistercijanskega reda iz opatije Villers-Bettnach. To je omogočila donacija grofa Bernharda Spanheimskega in njegove žene Kunigunde. 
20. aprila 1142, na velikonočni ponedeljek, je kolonija menihov, izbranih za Vetrinj, odšla iz samostana v Weiler-Betnachu. Naslednje leto, 13. maja, je bil Eberhard postavljen za prvega opata samostana. 60 let pozneje je salzburški nadškof Eberhard II Regensberški  leta 1202 posvetil samostansko cerkev. Okoli leta 1220 je samostan Vetrinj kupil prvo hišo v Mariboru. Nakupi samostana so se povečevali, tako da je samostan Vetrinj postal eden največjih mestnih zemljiških lastnikov. Leta 1488 je imel samostan v lasti 28 hiš v mestu in vinograde na Spodnjem Štajerskem. V 18. stoletju so samostan obsežno baročno preuredili. Stropna freska v nekdanji knjižnici je delo Johanna Gfalla (okoli leta 1765) prikazuje alegorično upodobitev vere s svetim Benediktom in Bernardom. Apostoli, evangelisti in cerkveni očetje so upodobljeni v lunetah obokanega stropa. 
- oboki nekdanje knjižnice
- Stropna freska v nekdanji knjižnici

Za časa jožefinizma je bil Vetrinj ukinjen 19. maja 1786, menihi pa preseljeni 1. avgusta 1786. Brata Johann in Christoph Moro sta 10. novembra 1788 na dražbi kupila del samostanske posesti in tam ustanovila tovarno sukna. Od leta 1897 je bil samostan v celoti v lasti koroške plemiške družine Moro. Leta 1925 je Adeline von Botka, zadnja članica družine Moro, prodala tovarno sukna bratov Moro baronu Josefu Aichelburgu-Zoseneggu. Temu so sledile različne kratkoročne industrijske rabe samostana. Leta 1970 je samostan prešel v last Republike Avstrije. Leta 1977 je bila v stavbah samostana ustanovljena gimnazija. V prostore se je preselila nekdanja podružnica 2. zvezne gimnazije v Celovcu. Leta 1980 se je gimnazija Vetrinj osamosvojila kot „realna gimnazija s posebnim ozirom na glasbeno vzgojo“. Uradna otvoritev zvezne realne gimnazije (BRG) Celovec-Vetrinj je bila 23. septembra 1999.

## Kolegijska cerkev
Cerkev v cistercijanskem slogu je bila posvečena leta 1202. V prvi polovici 14. stoletja so prezbiteriju dodali gotski kor, cerkev je dobila masiven stolp, severnemu transeptu pa so dodali kapelo svetega Bernarda. Leta 1843 je bila zahodna polovica cerkve s petimi ladijskimi polji porušena in postavljeno je bilo sedanje neoklasicistično pročelje. Kolegijska cerkev in nekdanja prelatura sta zdaj v lasti župnije opatije Vetrinj. Leta 1991 so bile v poljih mrežastega rebrastega sklepnika v kapeli svetega Bernarda odkrite freske iz 15. stoletja. Te so bile odkrite do leta 2001 in nato dokončno restavrirane. V cerkvi je od leta 1992 postna tkanina.
- Pogled v kapelo svetega Bernarda
- Petnadstropni baročni glavni oltar
- Kronanje Device Marije (glavni oltar)
- Postna tkanina

## Imenik opatov cistercijanskega samostana Vetrinj
Navedenih je več kot 50 opatov od leta 1143 do ukinitve samostana leta 1786. Za srednji vek ga je sestavila Magda Roscher. V zgodnji dobi samostana so zaradi nizke pričakovane življenjske dobe ta položaj pogosto opravljali le nekaj let. 
- Eberhard je 14 let, od leta 1143 do 1157, vodil majhno samostansko skupnost, ki jo je verjetno sestavljalo 13 oseb. Imenovan je bil eno leto po tem, ko je Vetrinj postal njegova posest. Eberhard se v dokumentih večkrat pojavlja kot priča.
- Gottfried 1157 – 1163. Ni mogoče preveriti z dokumenti.
- Konrad I. 1163 – 1170. Ni mogoče preveriti z dokumenti.
- Meinhard 1171 – 1175 (umrl 1183)
- Ludwig 1175 – 1191
- Berthold 1192 – 1194
- Balduin 1194 – 1200
- Konrad II. 1202 – 1211
- Heinrich I. 1213 – 1215
- Nikolaus I. 1215 – 1217
- Konrad III. 1217 – 1224
- Thomas 1224 – 1226
- Johann I. Njegovo ime se pojavlja le v listini iz leta 1235.
- Arnold 1236 – 1238 (umrl 1244)
- Herbrand 1239 – 1246 (Odstop). Umrl 1252.
- Heinrich II. 1247 – 1249
- Friedrich 1251 – 1256
- Jakob I. 1257 – 1260
- Ägidius 1260 – 1270
- Albert I. 1270 – 1280
- Jakob II. 1280 – 1281
- Albert II. 1286 – 1290
- Nikolaus II. 1293 – 1303
- Simon 1303 – 1309
- Janez II Vetrinjski, 1312-1347, menih, ki je bil v samostanu od leta 1307. Decembra 1312 je bil dokumentiran kot opat in je samostanu predsedoval 33 let, 8 mesecev in 26 dni. Samostan je imel v lasti že več hiš v Celovcu.
- Nikolaus III. 1347 – 1390. Kot opat je dokumentiran šele od leta 1347, in ker je samostanu predsedoval več kot štiri desetletja, je moral do opatije priti razmeroma mlad.
- Johann III. 1391 – 1413
- Andreas 1413 – 1423
- Johann IV. 1423 – 1425. Ni mogoče preveriti z dokumenti.
- Christian 1425 – 1428
- Johann V. 1429 – 1448

- Gerhard II. 1448 – 1467. Ohranjen je njegov figuralni nagrobnik v kapeli svetega Bernarda.
- Mathäus I. 1467 – 1481
- Johann VI. 1482 – 1501. Leta 1488 je dal celotno samostansko premoženje prenesti na nov samostan na podlagi starejšega urbarja. Več kot 50 hub ni bilo več mogoče ugotoviti. Mir se še vedno ni vrnil, ena vizitacija je sledila drugi, pojavil se je drugi opat, a nazadnje se je opat Johann vendarle lahko uveljavil. Verjetno je odstopil v korist Langa.
- Matthäus Lang von Wellenburg 1502 – 1523/24. Zaradi rivalstva je bil v Vetrinju imenovan cesarjev izbranec, ki je bil zunaj reda. Lang ponovno vzpostavi gospodarstvo.
- Polydor de Bressanis 1525 – 1534
- Sebastian Schenk 1534 – 1544
- Bernhard Taindl 1544 – 1570
- Adam Brugger 1571 – 1582
- Philipp Dominik 1562 – 1598
- Georg I. Gorian 1598 – 1608
- Georg II. Reinprecht 1608 – 1643. Opat iz Vetrinja prvič postane delegat v koroškem deželnem zboru. Leta 1608 je prodana celotna posest na Kranjskem.
- Georg III. Ding 1643 – 1645
- Bernhard II. Grieser 1645 – 1649
- Lukas Blatnik 1649 – 1652
- Christoph Locher 1652 – 1657
- Wilhelm Malle 1657 – 1691
- Benedikt I. Türk 1691 – 1701. Njegov nagrobnik je v krstilnici, vgrajen v tla.
- Johann VII. Moser 1702 – 1717.

- Edmund Kamperger 1717 – 1720
- Benedikt II. Mulz 1720 – 1763.

Začne se obsežna obnova samostanskih stavb. Tako imenovane cesarske sobe so opremljene za najvišje obiskovalce. V Celovcu zgradijo Vetrinjški dvor na ul. Velikega petka 1 (Karfreitstraße 1). Ob dedni poklonitvi cesarja Karla VI. je vetrinjški opat počaščen z dostojanstvom dednega dvornega kaplana.
- Siegmund Zopoth 1763 – 1764

Samostan je upravljal približno 20 ribnikov. Ribolov v njih je prinašal visoke donose. V treh letih je bilo v samostanskem jarku 517 krapov, 78 ščuk in 32 somov, v ribniku Vinče 1030 krapov, 212 ščuk in 46 somov, v velikem ribniku v Zakamnu pa 1569 krapov, 170 ščuk in 80 somov.
- Bernhard III. Maria Winterl 1764 – 1780
- Konstantin Rabitsch 1781 – 1786.

V tem času je mlečna kmetija v Vetrinju obsegala 64 hektarjev kmetijskih površin, 123 hektarjev travnikov in pašnikov, več gozdov in pašo na Majrobniku. Živino je sestavljalo 7 konj, 59 govedi, 64 prašičev, 36 ovac in perutnina (vključno z racami).
- Severozahodni pogled na kolegijsko cerkev
- Zimska kolegijska cerkev z zamrznjenim ribnikom

## Proizvajalci sukna in lodna
Novembra 1788 sta brata Christoph in Johann Moro (koroška plemiška družina) na javni dražbi za 10.000 goldinarjev kupila del stavbnega kompleksa in več zemljišč.
Tovarna je bila pomemben delodajalec za lokalno prebivalstvo. Zaposlovala je do 800 ljudi. Franz vitez Moro je bil druga generacija, ki je vodila družinsko podjetje in ga spremenila v eno vodilnih evropskih tovarn finih tkanin.
Leta 1880 je tovarna zaposlovala 86 delavcev. Sredi osemdesetih let 19. stoletja je lahko dobavljala rdeče blago za londonsko gardo. Leta 1885 je bil vzpostavljen sistem zdravstvenega zavarovanja v podjetju, katerega stroške so prispevali delavci. Po letu 1910 je prodaja začela upadati, proizvodnja pa se je z mobilizacijo leta 1914 skoraj popolnoma ustavila. V vojnih letih od leta 1916 dalje je oskrba z volno usahnila, ker tovarna ni bila dobavitelj vojski. V povojnih letih je bila tovarna prodana Dr. Ludwigu Gollu in baronu Robertu Klingerju von Klingerstorffu. Tam sta zgradila tovarno usnja. Leta 1923 so jo morali ponovno zapreti, v stavbi pa so uredili majhna stanovanja.
Leta 1946 so britanske okupacijske sile ponovno predale Vetrinj. Takrat so bili lastniki družine Dreihann-Holenia. Irmingard Aichelburg-Zossenegg je leta 1932 za moža vzela barona Dreihann-Holenia. Podjetje si ni nikoli opomoglo in ga je bilo treba leta 1956 prodati. Novi lastniki so vložili velike vsote denarja in zgradili novo tovarno. Tudi ta je morala leta 1967 razglasiti stečaj. Dežela Koroška je takrat za opatijo Viktring ponudila 6,1 milijona šilingov, Mohorjeva družba je svojo ponudbo povečalo celo na 7 milijonov, vendar je na koncu Republika Avstrija odkupila imovino za ceno 7,1 milijona šilingov.

## Vetrinjski umetniški krog
Vetrinjski umetniški krog (nemško Viktringer Künstlerkreis) je bila svobodna skupina umetnikov, ki se je v 19. stoletju združila okoli podjetniške družine Moro s sedežem v Vetrinju. Razlikuje se med starejšim krogom umetnikov, ki je bil osredotočen na Eduarda von Moro s   koroško-slovenskim pokrajinskim slikarjom Markom Pernhartom , in mlajšim krogom umetnikov, ki je bil osredotočen na Eduardovo vnukinjo Sophie von Moro. 

## Vetrinj kot šola
Leta 1976 je bila v samostanski stavbi ustanovljena Zvezna realna gimnazija Celovec-Vetrinj s posebnim poudarkom na glasbenem izobraževanju. Danes je v njem 32 razredov s 100 učitelji in 900 učenci. V povezavi s šolo se je začel organizirati Glasbeni forum Vetrinj z vsakoletnimi prireditvami.

## Slike
- Pogled z vzhoda
- Arkadno dvorišče
- Marijin vodnjak v Marijinem dvorišču

## Seznam virov

## Spletne povezave
Glocken https://www.youtube.com/watch?v=8qwQlfNABDU
- Pfarre Stift Viktring
- Das Bundesrealgymnasium Klagenfurt-Viktring